# Bukovina u Čisté
Bukovina u Čisté település Csehországban, Semilyi járásban. Bukovina u Čisté Horka u Staré Paky, Čistá u Horek és Studenec településekkel határos. Lakosainak száma 216 fő (2024. január 1.).

## Népesség
A település lakosságának változását az alábbi diagram mutatja:
| Lakosok száma | 440  | 457  | 383  | 201  | 193  | 186  | 210  | 214  | 202  | 216  |
|               | 1869 | 1900 | 1921 | 1961 | 1980 | 2011 | 2016 | 2019 | 2021 | 2024 |